# Campionati cileni di ski cross
I Campionati cileni di ski cross sono una competizione sciistica che si svolge ogni anno, generalmente tra il mese di agosto e settembre. Sono organizzati dalla Federazione cilena di sci e decretano il campione e la campionessa cileni di ski cross.

## Albo d'oro
| Edizione | Uomini                   | Donne                   |
| -------- | ------------------------ | ----------------------- |
| 2013     | Jorge Mandru             | Stephanie Joffroy       |
| 2014     | Juan Pablo Casas-Cordero | Stephanie Joffroy (2)   |
| 2015     | Non disputati            | Non disputati           |
| 2016     | Joaquin Valdes           | Magdalena Casas-Cordero |
| 2021     | Non disputati            | Non disputati           |
| 2021     | Non disputati            | Non disputati           |
| 2021     | Non disputati            | Non disputati           |
| 2021     | Non disputati            | Non disputati           |
| 2021     | Non disputati            | Non disputati           |
| 2021     | Non disputati            | Non disputati           |
| 2022     | Joaquin Valdes (2)       | Josefina Valdes         |
| 2023     | Gara annullata           | Gara annullata          |
| 2024     | Non disputati            | Non disputati           |